# Alfred Semerau
Alfred Semerau (* 14. Mai 1874 in Bromberg; † 8. Februar 1958 in Berlin) war ein deutscher Schriftsteller, Übersetzer und Verleger.

## Leben
Das Privatleben Alfred Semeraus liegt im Dunkeln, biographische Angaben sind nur spärlich zu finden.

## Schaffen
Als Philologe stand der promovierte Literaturwissenschaftler Alfred Semerau dem Zeitgeistphänomen Renaissancismus nahe, er übersetzte und gab eine Vielzahl von Werken berühmter Autoren wie Aretino und Straparola heraus. Dabei beschränkte er sich nicht auf die Erschließung volkssprachiger Renaissanceliteratur, er übertrug auch lateinischsprachige Werke, etwa von Poggio Bracciolini und Girolamo Morlini, verfasste aber auch selbst Abhandlungen zur Geschichte und Kultur der italienischen Renaissance, zum Beispiel über das Kurtisanenwesen und die Condottieri.
Im nationalsozialistischen Deutschland wurden einige von Semeraus früheren Publikationen aufgrund ihres „schädlichen und unerwünschten Schrifttums“ verboten, darunter der Roman Die Abenteuerin, eine wissenschaftliche Abhandlung über Die Kurtisanen der Renaissance und die übersetzten Briefe von Autoren wie Voltaire und Rousseau, Die Männer der Freiheit in ihren Schriften, Briefen, Erinnerungen, Tagebüchern. Während der Jahre 1933 bis 1945 wurde von Semerau nichts publiziert.

## Semerau als Verleger erotischer Literatur
Als Übersetzer, Herausgeber, Selbstverleger und auch Vertreiber kostspieliger erotischer Privatdrucke, wie Die Priesterinnen der Freude und Felicia das Freudenmädchen, versehen mit Zeichnungen von Franz von Bayros, entwickelte der in München lebende Semerau, unter den Pseudonymen E. O. Kayser und Ernst Otto Kayser, ab 1904 eine rege und lukrative Tätigkeit. Doch im Unterschied zu Werken anderer Verlage waren Semeraus Privatdrucke im traditionellen Sortiment nicht erhältlich, höchstens unter dem Ladentisch – die delikate Ware gelangte zumeist abseits der herkömmlichen Vertriebswege, über vertrauliche Kontakte, an die überschaubare Zahl kaufkräftiger Interessenten. Doch bei der Bekämpfung der Unsittlichkeit, im Sinne des Verkaufs und der Verbreitung unzüchtiger Schriften, Abbildungen oder Darstellungen, zeigten sich die bayerischen Behörden wenig tolerant – sehr bald wurde man auf den umtriebigen Semerau aufmerksam.

## Die Affäre Semerau
Im Januar 1907 beschlagnahmte man in Heidelberg eine Postsendung, die den Neudruck von Paul d’Hancarvilles Denkmäler des Geheimkults der römischen Damen enthielt und laut Impressum für „Alfred Semerau und seine Freunde“ gedruckt worden war. Daraufhin leitete die Staatsanwaltschaft am Landgericht München im Februar 1907 gegen Semerau ein Strafverfahren wegen Vergehens gegen die Sittlichkeit nach § 184 des Reichsstrafgesetzbuches ein. Zugleich veranlassten die Behörden die Konfiskation anderer von Semerau gedruckter Bücher und die Beschlagnahmung seiner Geschäftskorrespondenz – doch den Ermittlungsbehörden mangelte es an hieb- und stichfesten Beweisen, denn Semerau war klug genug, nichts in seiner Wohnung zu lagern und die Vertriebswege zu verschleiern. Mehrere Razzien führten ins Leere, doch dann führte im Herbst 1909 die hartnäckige Überwachung Semeraus zu einem Erfolg. Bei seiner Abreise aus Traunstein hatte dieser leichtsinnigerweise zwei leere Bücherkisten zurückgelassen, auf denen sich noch die Absenderadresse des Schriftsetzers Bernhard Taube befand, der umgehend von den Behörden vernommen wurde und zu Protokoll gab:

„Vom 1. Februar 1907 bis 1. Februar 1909 war ich bei der Druckereibesitzerin Helene Ebermayer […] als Geschäftsleiter tätig. Ich habe auf eigene Verantwortung von Semerau folgende Bücher in Druck genommen: 
1. „Die Briefe der kleinen Gräfin“ etwa 4-600 Ex.
2. „Venus Rosenkränzlein“ etwa 600 Ex.
3. Andrea de Nerciat Liebesfrühling etwa 600 Ex.
4. Eleonora oder der Glücksmensch etwa 300 Ex.
5. Der Tarif der Kurtisanen von Venedig, 300 Ex.

Am 15. März 1909 habe ich an Semerau folgende Bücher abgeschickt:
1. Die Briefe der kleinen Gräfin
2. Eleonora oder der Glücksmensch.
3. Der Tarif der Kurtisanen von Venedig

Der Buchbinder Heinrich […] hat für Semerau folgende Bücher gebunden (1908)
1. Die Briefe der kleinen Gräfin 400 Ex. À 1 M
2. König der Ehre 200 Ex à 1,25 M
3. Eleonora oder der Glücksmensch etwa 500 Ex. (90 M)
4. Der Tarif der Kurtisanen von Venedig (90 M.)“

Am 16. Oktober 1909 ergingen der Haftbefehl und die Fahndungsausschreibung. Zwar gelang es Semerau, sich nach Österreich abzusetzen, doch die dortigen Behörden setzen ihn fest und überstellen ihn 1911 der bayerischen Justiz. Der nun folgende Prozess fand unter Ausschluss der Öffentlichkeit statt und endete mit einer Verurteilung zu acht Monaten Zuchthaus sowie der Vernichtung der konfiszierten Schriften. Angesichts der im Gesetz angedrohten Strafe, die üblicherweise in einer Geldstrafe oder eine Haftstrafe von bis zu sechs Monaten bestand, war das Strafmaß unverhältnismäßig. Selbst die Staatsanwaltschaft hatte nicht mehr als sechs Monate Haft gefordert.
Die regionale und überregionale Presse berichtete über die Affäre Semerau. So notierte die Zeitung Vorwärts unter der Überschrift „Erzählungen am Toilettentisch“:

„Ein Geschworener […] überreichte dem Staatsanwalt einen Zettel folgenden Inhalts: „Wir haben strenge Schutzmaßregeln gegen die Verbreitung von Viehseuchen. Dürfen wir zusehen, dass wir gegenüber der moralischen und körperlichen Verseuchung unseres Volkes – unserer Kinder – so durchlöcherte Gesetze haben? Wie wenig gemeingefährliche Verbrecher werden unschädlich gemacht!“ Der Angeklagte suchte darzulegen, er habe mit seinem Werke kulturhistorische Zwecke verfolgt, die Sittenverderbnis vor der großen französischen Revolution zur Anschauung bringen wollen. Dem hält der Staatsanwalt gegenüber, nichts in den Werken spreche dafür. Sie enthielten lediglich Schmutz, unzüchtige Darstellungen, lediglich in der Absicht, lüsterner Geilheit zu dienen. Die Verteidiger beantragten, den Geschworenen nicht nur die zur Auflage gebrachten Werke, sondern auch andere erotische Werke zur Ansicht vorzulegen, deren Verfasser ohne Anklage geblieben oder freigesprochen worden sind. […] Das Gericht lehnte diese Anträge ab. Bei der Betrachtung und Verlesung der zur Anklage gestellten Werke bringen mehrere Geschworene deutlich ihre Gefühle des Ekels zum Ausdruck. Die Sachverständigen kamen durchweg zu dem Ergebnis, dass die zur Anklage gestellten Schriften und Abbildungen in höchstem Grade gemein, roh und grob unzüchtig sind und eines kulturhistorischen, künstlerischen oder wissenschaftlichen Charakters entbehren. […] Das Urteil ist aus der lediglich auf Sinneskitzel und Gelderwerb gerichteten Tätigkeit des Angeklagten und aus der von diesem und seinem Mitschuldigen unternommenen Flucht erklärlich.“

Unter der Überschrift „Spruchgericht und Rassenzüchtung“ berichtet die sozialdemokratische Münchner Post:

„Es ist ein Exempel statuiert worden; der gelähmte Dr. Semerau, der Genosse des entwischten Marquis de Bayros, ist vom Schwurgericht zu acht Monaten Gefängnis verurteilt worden. […] Es gab viel entrüstete Sittlichkeit; von dem Geschworenen, der ein künstlerisches Viehseuchengesetz verlangte; von dem über Kunst und Schamgefühl anmutig philosophierenden Staatsanwalt, bis zu den klerikalen, liberalen, radikalen Sachverständigen war alles einer Meinung und war alles empört. […] Eine besonders seltsame Rolle spielte der Rassehygieniker unter den Sachverständigen, der im Interesse der Veredelung und Reinhaltung der Rasse die Verurteilung forderte. […] Es ist ein Unsinn, dass die Rasse durch die acht Monate Gefängnis geschützt werden soll, die irgendein angeblicher oder wirklicher Pornograph abbüßen muss. […] Die Rasse muss rein erhalten werden. Sehr schön! Aber die paar Abnehmer der Erzeugnisse des Herrn Dr. Semerau sind sicher nicht in ihrer Rassigkeit durch die Lektüre geschädigt worden. […] Man gestatte uns das bittere Gelächter über so viel Rassenfürsorge, die sich gegen ein paar Bücher austobt, mit ihren vermeintlichen unbewiesenen Gefahren für 300 begüterte Käufer, wo ringsum die Millionen in Wirklichkeit an Leib und Seele zerrüttet werden!“

Auch die vom Prozess ausgeschlossene Öffentlichkeit nahm an der Affäre Semerau lebhaften Anteil. Der Schriftsteller Erich Mühsam berichtete über den „Fall Semerau“ in seinen Tagebüchern und ergriff in seiner Zeitschrift Kain mehrfach für ihn Partei:

„Was tat der Angeklagte? Er nutzte die Konjunktur und schrieb für begüterte Lebemänner Bücher, die sexuelle Dinge in deutlichen Kennzeichnungen behandelten. Ich habe die Bücher nicht gelesen, weil ich für wahrscheinlich literarisch unbeträchtliche Erzeugnisse kein grosses Geld übrig habe, und weil ich selbst genügend geschlechtliche Phantasie besitze, um auf die eines Schriftstellers, der die Lebewelt damit versorgt, fuglich verzichten zu können. Aber gesetzt den Fall, der Schwurgerichts-Prozess betraf ein Zotenwerk, eine Arbeit, für die künstlerische Massstäbe keine Geltung haben, so setze ich mich gleichwohl für Herrn Dr. Semerau ein, so verteidige ich gleichwohl seine Bemühung, undifferenzierte Geschlechtsnerven zu kitzeln: und zwar aus Gründen der Sittlichkeit.“

„Semerau. Packt ihn, zwackt ihn, greift ihn, kneift ihn,
 
Fangt ihn, haltet ihn und schleift ihn
 
In des Kerkers Schauerbau, -
 
Den Herrn Doktor Semerau.
 
Ha! Schon setzt ihm nach die Menge.
 
Voll verletzter Sittenstrenge
 
Schmeisst man ihn ins Loch sogleich,
 
Fern im Lande Österreich.

Die in Arco, die in München

Mochten den Herrn Doktor lynchen,

Welcher, alles Anstands bar,

Kompagnon des Bayros war.

Wer sein Buch las, kennt das Grausen,

Und speziell Herr Doktor Kausen

Zahlte manchen goldnen Fuchs,

Dass ihm die Empörung wuchs.

In die Paragraphenschraube

Mit dem Daumen, dass ihm Glaube

Wiederkehre und Moral

Warnungsvoll fürs nächste Mal.

Frau Justitia mach uns stark, oh!

Dass wir, kommt er erst aus Arco,

Ihn vertilgen längre Zeit,

Namens der Gerechtigkeit.“

## Werke (Auswahl)
- Venus-Rosenkränzlein, 1906.
- Die Dynastie, 1907.
- Die Condottieri (= Die Renaissance), Jena, Eugen Diederichs Verlag 1909.
- Der Untergang von Pompeji,  1914.
- Die Kurtisanen der Renaissance, Leipzig, Borngräber Verlag 1914.
- Der Krieg, 1914.
- Sturm auf England, 1915.
- Karl der Große, 1915.
- Das Schicksal Italiens, 1916.
- Michelangelo. Des Meisters Werke und seine Lebensgeschichte, Berlin, Borngräber Verlag 1916.
- Eros der Sieger, 1917.
- Das sinkende Rom, 1918.
- Die Männer der Freiheit in ihren Schriften, Briefen, Erinnerungen, Tagebüchern, Berlin, Bong Verlag 1919.
- Pietro Aretino: Ein Bild aus der Renaissance (= Menschen, Völker, Zeiten 10), Wien, König Verlag 1925.
- Die großen Diebe (mit Paul Gerhard Zeidler), (= Kulturdokumente 1), Wittenberg, A. Ziemsen Verlag 1927.
- Die großen Mätressen (mit Paul Gerhard Zeidler), (= Kulturdokumente 2), Wittenberg, A. Ziemsen Verlag 1928.
- Die großen Kämpfer (mit Paul Gerhard Zeidler), (= Kulturdokumente 3), Wittenberg Bez. Halle: A. Ziemsen 1928
- Die Nonne als Fähnrich: Die Geschichte der Donna Catalina de Erauso von ihr selbst geschrieben. Nach dem Spanischen mit Anmerkungen und Nachwort von Alfred Semerau, Leipzig: Blömer, 1929.
- Die Pfeile des Eros. Bilder u. Briefe von griechischer Liebe (mit 4 Illustrationen von Otto Weigel), Leipzig, H. Blömer Verlag 1929.
- Galante Kostbarkeiten (mit 12 Illustrationen von Otto Weigel), Leipzig, M. Ostrau Buchsbaum Verlag 1932.

### Novellen
- Die Burg des Glücks, München, Georg Müller Verlag 1913.
- Unter Sense und Sichel, Charlottenburg, Raben Verlag 1916.
- Die Perlen des Chinesen, 1916.
- Heimkehr, 1916.

### Romane
- Der Millionär, 1918.
- Prinz Louis Ferdinand. Ein Buch von Liebe und Vaterland (= Romane berühmter Männer und Frauen 19), Berlin, Bong Verlag 1919.
- Die Heimkehr des Toten, 1920.
- Flammende Herzen, 1921.
- Der Bursche des Prinzen Christian (mit Victor Helling, Sven Elvestad, August Trinius, Hugo Salus und Reinhold Ortmann), (Kürschners Bücherschatz 13), Berlin, H. Hillger Verlag 1921.
- Die Abenteuerin, Leipzig, G. H. Wigand Verlag 1923.

### Übersetzungen und Herausgeberschaften
- Pierre de Bourdeille de Brantôme: Memoiren des Herrn von Brantome, 1904.
- Giovanni Francesco Straparola: Märchen, 1905.
- Gian-Francesco Poggio Bracciolini: Die Schwänke und Schnurren des Florentiners Gian-Francesco Poggio Bracciolini, 1906.
- Giovan Battista Giraldi: Novellen aus den Hekatommithi, 1906.
- Das Reich der Kypris (16 erotische Novellen von Morlini u. Bandello). Zum ersten Mal ins Deutsche übertragen. Privatdruck 1906 (Curiosa der Weltliteratur Band 3).
- Antonio Francesco Grazzini: Novellen 1907.
- Antoine de La Sale: Die hundert neuen Novellen, 1908.
- Margarete von Navarra: Das Heptameron, 1909.
- Francisco Delicado: Die hübsche Andalusierin, 1910.
- Margarete von Valois: Erinnerungen, 1914.
- Pietro Fortini: Die acht Tage der Liebe, 1916.
- Georges Touchard-Lafosse: Der Vielgeliebte, 1916.
- Johann Konrad Friedrich: Der Glückssoldat. Wahrheit und Dichtung oder Vierzig Jahre und noch fünfzehn Jahre aus dem Leben eines Toten?, München, Georg Müller Verlag 1916.
- Alessandro Piccolomini: Die Raffaella, 1917.
- Nicolas-Edme Rétif de La Bretonne: Der Pornograph, Berlin, Hyperion Verlag 1918.
- Claude Prosper Jolyot de Crébillon: Tanzai und Neadarne oder Der Schaumlöffel (mit Helmut Müller-Valmont), (Die galante Rarität 2), Leipzig, Rabinowitz Verlag 1919.
- Claude-Henri de Fusée de Voisenon: Drei galante Erzählungen des Abbé von Voisenon, Berlin, Hyperion Verlag 1918.
- Liebesbriefe aus dem Rokoko, Berlin, Hyperion Verlag 1919.
- Jean-Jacques Rousseau: Bekenntnisse, 1920.
- Benvenuto Cellini: Lebensgeschichte, von ihm selbst erzählt, 1921.
- Pietro Aretino: Die Gespräche, 1921.
- Wilhelm von Kügelgen: Jugenderinnerungen eines alten Mannes (Auswahlreihe des Volksverbandes der Bücherfreunde 9), Berlin, Wegweiser-Verlag 1925.
- Francisco Agramonte y Cortijo: Die letzten Jahre Friedrichs des Großen, 1927.
- Catalina de Erauso: Die Nonne als Fähnrich. Die Geschichte der Donna Catalina de Erauso von ihr selbst geschrieben (mit 4 Illustrationen von Otto Weigel), Leipzig, H. Blömer Verlag 1929.
- Prosper Mérimée: Die Bartholomäusnacht.
- Claude Tillier: Mein Onkel Benjamin.